# Кутно (гміна)
Гміна Кутно (пол. Gmina Kutno) — сільська гміна у центральній Польщі. Належить до Кутновського повіту Лодзинського воєводства.
Станом на 31 грудня 2011 у гміні проживало 8651 особа.

## Площа
Згідно з даними за 2007 рік площа гміни становила 122.33 км², у тому числі:
- орні землі: 86.00%
- ліси: 6.00%

Таким чином, площа гміни становить 13.80% площі повіту.

## Населення
Станом на 31 грудня 2011:
| Опис     | Загалом | Загалом | Чоловіки | Чоловіки | Жінки | Жінки |
| -------- | ------- | ------- | -------- | -------- | ----- | ----- |
| одиниця  | осіб    | %       | осіб     | %        | осіб  | %     |
| все      | 8651    | 100     | 4316     | 49.89    | 4335  | 50.11 |
| міське   | 0       | 100     | 0        |          | 0     |       |
| сільське | 8651    | 100     | 4316     | 49.89    | 4335  | 50.11 |

## Сусідні гміни
Гміна Кутно межує з такими гмінами: Вітоня, Дашина, Кросневіце, Кутно, Кшижанув, Ланента, Нові Острови, Стшельце.